# Promise (Voyager-dal)
A Promise (magyarul: Ígéret) az ausztrál Voyager együttes dala, mellyel Ausztráliát képviselik a 2023-as Eurovíziós Dalfesztiválon Liverpoolban. A dal belső kiválasztás során nyerte el a dalversenyen való indulás jogát.

## Eurovíziós Dalfesztivál
2023. február 21-én a Special Broadcasting Service bejelentette, hogy az együttes képviseli Ausztráliát az Eurovíziós Dalfesztiválon, mely azt jelenti, hogy 2021 után ismét nem rendeztek nemzeti válogatóműsort. Versenydalukat a videoklippel együtt ugyanezen a napon mutatták be.
A dalfesztivál előtt Madridban, Londonban és Amszterdamban eurovíziós rendezvényeken népszerűsítették versenydalukat.
A dalt először a május 11-én rendezett második elődöntőben fellépési sorrendben tizenhatodikként, azaz utolsóként adták elő a Litvániát képviselő Monika Linkytė Stay című dala után. Az elődöntőből első helyezettként sikeresen továbbjutottak a május 13-i döntőbe, ahol fellépési sorrendben tizenötödikként léptek fel, a Csehországot képviselő Vesna My Sister’s Crown című dala után és a Belgium képviselő Gustaph Because of You című dala előtt. A zsűri szavazáson a hatodik helyen végeztek 130 ponttal (Izlandtól és Portugáliától maximális pontot kaptak), míg a nézői szavazáson a huszadik helyen végeztek 21 ponttal, így összesítésben 151 ponttal a verseny kilencedik helyezettjei lettek.
A következő ausztrál induló az Electric Fields One Milkali (One Blood) című dala volt a 2024-es Eurovíziós Dalfesztiválon.

### Kapott pontok
Második elődöntő
| Szavazat | Össz | Szavazó országok | Szavazó országok | Szavazó országok | Szavazó országok | Szavazó országok | Szavazó országok | Szavazó országok | Szavazó országok | Szavazó országok | Szavazó országok | Szavazó országok | Szavazó országok | Szavazó országok | Szavazó országok | Szavazó országok | Szavazó országok   | Szavazó országok | Szavazó országok | Szavazó országok    |
| Szavazat | Össz | Dánia            | Örményország     | Románia          | Észtország       | Belgium          | Ciprus           | Izland           | Görögország      | Lengyelország    | Szlovénia        | Grúzia           | San Marino       | Ausztria         | Albánia          | Litvánia         | Egyesült Királyság | Spanyolország    | Ukrajna          | A Világ többi része |
| -------- | ---- | ---------------- | ---------------- | ---------------- | ---------------- | ---------------- | ---------------- | ---------------- | ---------------- | ---------------- | ---------------- | ---------------- | ---------------- | ---------------- | ---------------- | ---------------- | ------------------ | ---------------- | ---------------- | ------------------- |
| Nézők    | 149  | 10               | 4                | 10               | 12               | 6                | 7                | 12               | 4                | 8                | 6                | 7                | 6                | 8                | 12               | 8                | 8                  | 7                | 7                | 7                   |

Döntő
| Zsűri | 130 | 8 |  |  |   |  | 5 | 4 | 5 | 5 |  |  |   | 4 | 8 | 12 |  | 8 |  | 4 | 3 | 12 |  | 8 | 5 | 2 | 2 |  |  |   | 2 | 7 | 4 | 5 | 3 | 4 | 10 |  |
| Nézők | 21  |   |  |  | 1 |  |   |   |   |   |  |  | 8 |   |   |    |  | 6 |  |   |   | 3  |  |   |   |   |   |  |  | 1 |   |   |   |   |   |   | 2  |  |

## Galéria

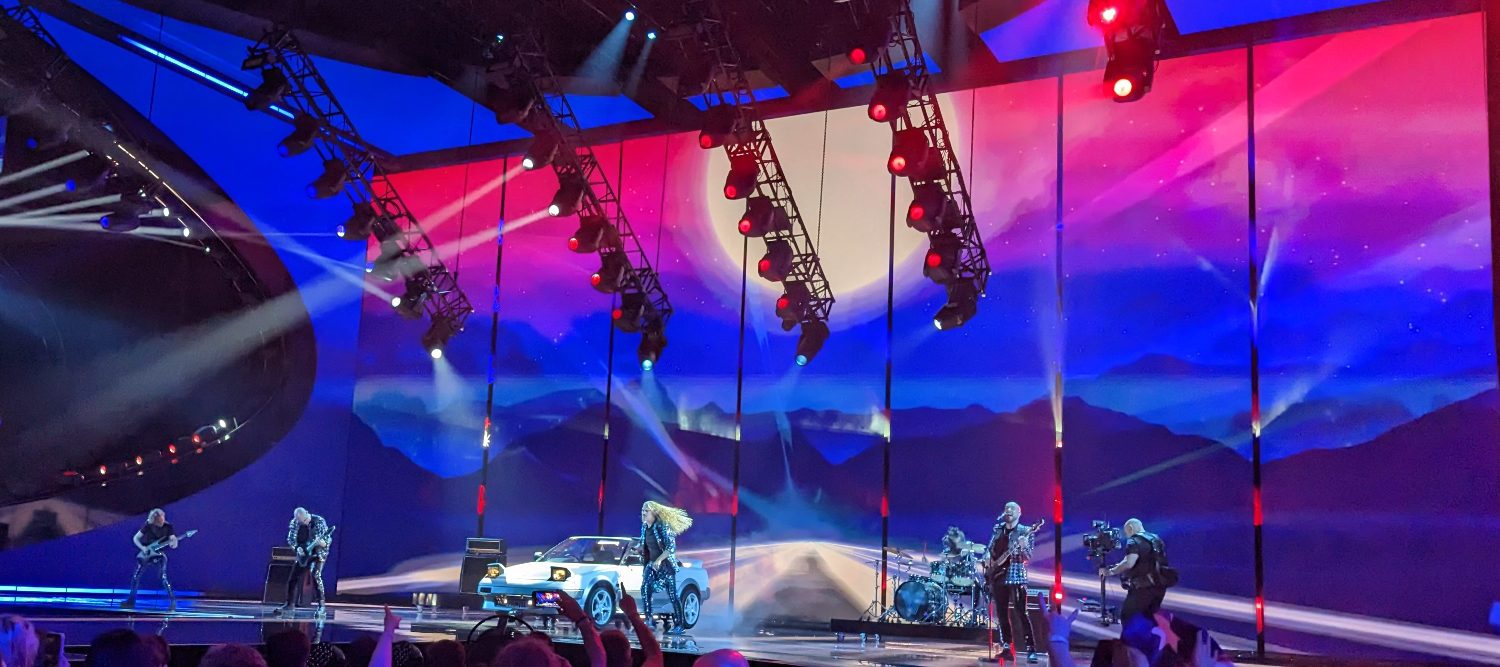
Az elődöntőben
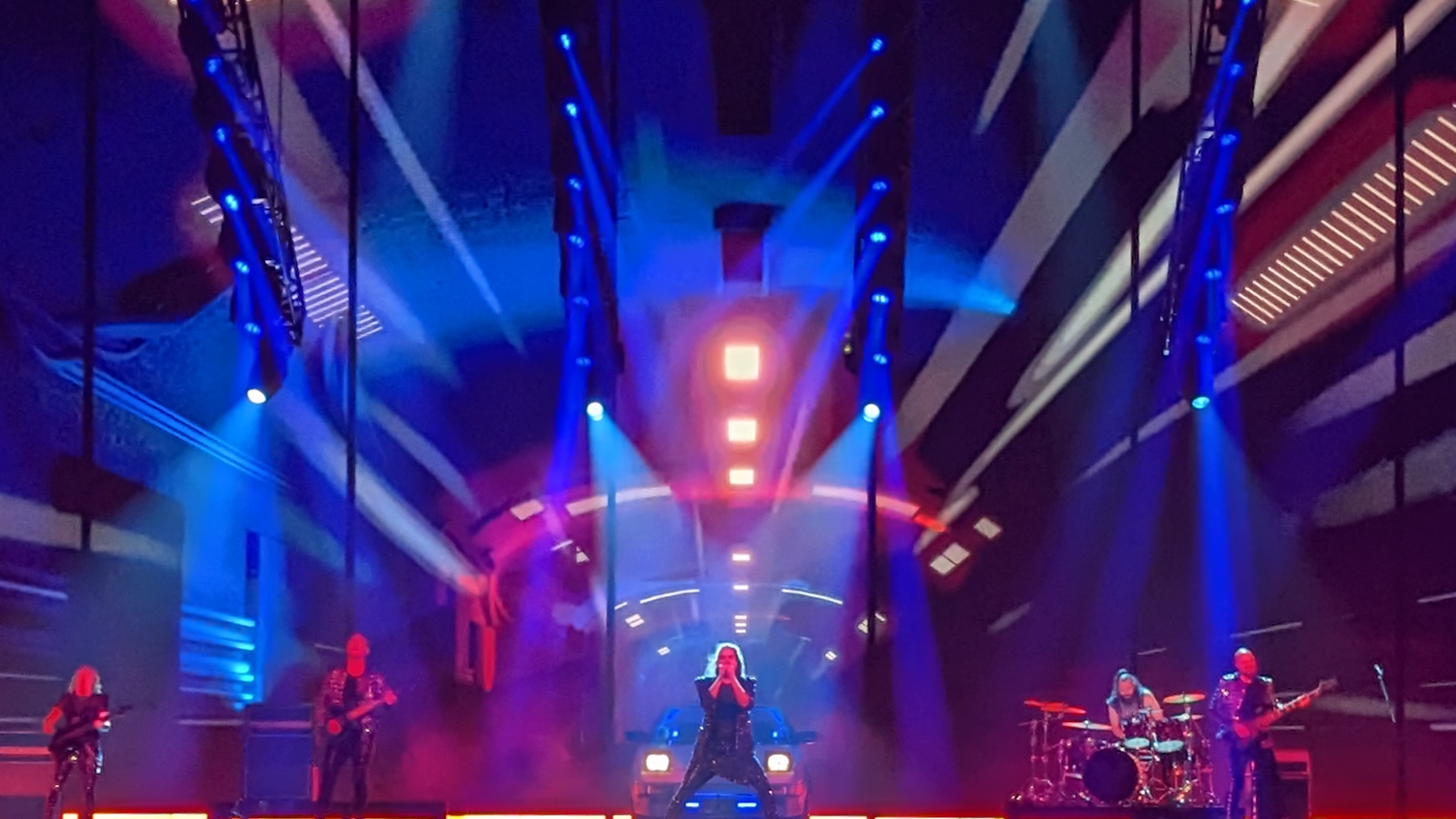
A döntőben